# قومية كردية

شمس الكردي

القومية الكردية (بالكردية: کوردایەتی، Kurdayetî)‏ هي حركة سياسية قومية تؤكد أن الكُرد أمة وتؤيد إنشاء دولة في كردستان، في معارضة مع القوميات المختلفة (التركية، العربية، الإيرانية) للدول التي تنتمي إليها.
تعود جذور القومية الكردية المبكرة إلى الدولة العثمانية، حيث كان الكرد مجموعة عرقية مهمة. مع تقسيم الدولة العثمانية، تقسمت أراضيها ذات الأغلبية الكردية بين تركيا والعراق، مما جعل الكرد أقلية عرقية كبيرة في كل دولة. تعرضت الحركات القومية الكردية للقمع من قبل تركيا والعراق، حيث كانت حكومتا البلدين تخشيان استقلال كردستان. بعض الكرد في إيران قوميون أيضًا، على الرغم من أن القومية هناك أضعف مما هي عليه في مناطق أخرى يقطنها كرد، نظرًا لأن الكردية لغة إقليمية معترف بها في إيران، ونظرا لأن الكرد شعب إيراني تربطه قرابة دم بالفرس إضافة إلى التشابه الشديد بين الثقافة الفارسية والكردية.
منذ سبعينيات القرن الماضي، سعى كرد العراق إلى تحقيق هدف استقلال ذاتي أكبر وحتى الاستقلال التام ضد أنظمة حزب البعث القومي العراقي، الذي قمع الحركة الكردية، بما في ذلك حملة الأنفال. اشتعل الصراع الكردي التركي بشكل متقطع منذ عشرينيات القرن العشرين، حيث قاتلت الجماعات المسلحة الكردية ضد القومية التركية. اندلع عام 1984 عصيان مسلح قاده حزب العمال الكردستاني ضد أنقرة. بعد انتفاضات 1991 في العراق، حمت مناطق حظر الطيران التي فرضها حلف شمال الأطلسي الكرد العراقيين من الجيش العراقي، مما أتاح لهم استقلالية كبيرة وحكمًا ذاتيًا فعليًا خارج سيطرة الحكومة المركزية العراقية. بعد غزو العراق عام 2003 الذي أطاح بصدام حسين، تشكلت حكومة إقليم كردستان، وتمتعت بقدر كبير من الحكم الذاتي ولكنها لم تصل إلى الاستقلال الكامل. سمح نظام حافظ الأسد  ومن بعده بشار الأسد في سوريا للأكراد بهامش من الحرية السياسية ضمن تجاذباته مع تركيا، ولكن الأمور ساءت خاصة بعد أحداث القامشلي 2004. وفي الثورة السورية والحرب الأهلية التي تبعتها قامت قوات عسكرية كردية تحت مسمى وحدات حماية الشعب الكردي عام 2012، يقودها حزب الاتحاد الديمقراطي الكردي سلحها النظام لتسيطر على تجمعات الأكراد في شمال شرق سورية، حتى تتفرغ قواته لقتال الثورة في بقية مناطق سورية. أدى انسحاب النظام إلى نشوء الإدارة الذاتية لشمال وشرق سوريا التي يسيطر عليها الأكراد. يرفض حزب الاتحاد الديمقراطي كلاً من القومية الكردية والأيديولوجية القومية العربية للحكومة السورية. يدور الصراع بين إيران وحزب الحياة الحرة الكردستاني بين كرد إيران ودولة إيران القومية الإيرانية.
يعتنق الشتات الكردي في جميع أنحاء العالم وتعزيزه للقومية الكردية.

## التاريخ

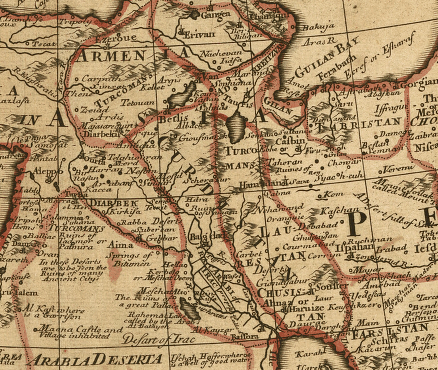
كردستان في خريطة قديمة

ظهر النضال القومي الكردي لأول مرة في أواخر القرن التاسع عشر عندما طالبت حركة موحدة بإنشاء دولة كردية. حدثت الثورات بشكل متقطع، ولكن بعد عقود فقط من بدء السياسات المركزية العثمانية في القرن التاسع عشر، ظهرت أول حركة قومية كردية حديثة مع انتفاضة قادها مالك الأراضي الكردي وزعيم عائلة شمدينان القوية، الشيخ عبيد الله. في عام 1880 طالب شيخ عبيد الله بالحكم الذاتي السياسي أو الاستقلال التام للكرد والاعتراف بدولة كردستان دون تدخل من السلطات التركية أو الفارسية.

## الدولة العثمانية
في ظل نظام الملة، كان الشكل الأساسي لتعريف الكرد دينيًا مع كون الإسلام السني هو الأعلى في التسلسل الهرمي. بينما شرعت الدولة العثمانية في حملة التحديث والمركزية المعروفة باسم التنظيمات (1829-1879)، احتفظت المناطق الكردية بالكثير من حكمها الذاتي ورؤساء القبائل سلطتهم. قام الباب العالي بمحاولات قليلة لتغيير هيكل السلطة التقليدي «للمجتمعات الكردية الزراعية المنقسمة» - الآغا والشيخ وزعيم قبيلة. بسبب الموقع الجغرافي للكرد على الأطراف الجنوبية والشرقية للدولة والتضاريس الجبلية لأراضيهم، بالإضافة إلى نظام النقل والاتصالات المحدود، لم يكن لدى وكلاء الدولة سوى القليل من الوصول إلى المحافظات الكردية واضطروا إلى جعلها غير رسمية. اتفاقيات مع زعماء القبائل. عزز هذا سلطة الأكراد وحكمهم الذاتي. على سبيل المثال، لم يكن للقاضي العثماني والمفتي سلطة قضائية على القانون الديني في معظم المناطق الكردية.

## تركيا
من خلال إنفاذ قوانين مثل المادة 57 من الدستور التركي لعام 1982 التي تحظر «أي نشاط ضار بالوحدة الوطنية وسلامة أراضي الجمهورية التركية»، يمكن تقييد الحقوق المدنية الكردية في سياق دستور يضمن المساواة دون الاعتراف بها كمجموعة متميزة. تم تكريس حقوق المواطنة المتساوية في دستور تركيا المؤقت لعام 1921. أكدت المادة 8 أن البلاد تتألف من كل من الأتراك والأكراد ولكن بموجب القانون سيتم معاملتهم كمواطنين عاديين. ومع ذلك، فإن تشكيل جمهورية تركيا عام 1923 كان بمثابة بداية لفترة مستمرة من الحقوق المدنية المقلصة للكرد. تم إلغاء الخلافة بعد عام وكذلك جميع التعبيرات العامة ومؤسسات الهوية الكردية. تم إغلاق المدارس والصحف والمنظمات الدينية والجمعيات الكردية.

## العراق

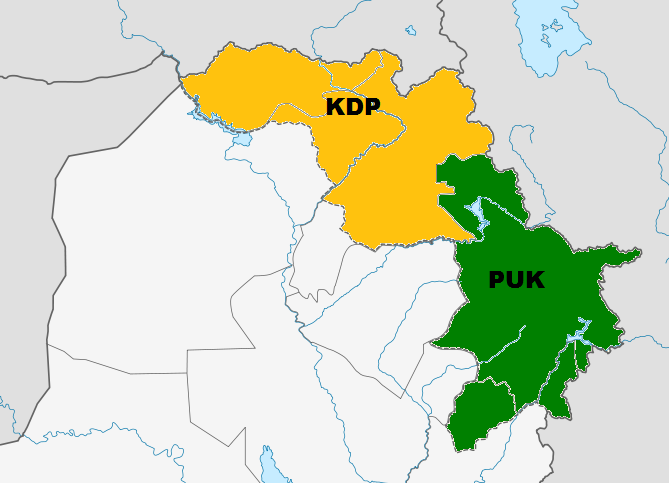
إقليم كردستان العراق، وهو منقسم إلى منطقتي نفوذ، منطقة نفوذ الحزب الديمقراطي الكردستاني ^{(اللون الأصفر)} ومنطقة نفوذ حزب الاتحاد الوطني الكردستاني ^{(اللون الأخضر)}.

### الانتداب البريطاني بعد الحرب العالمية الأولى
بعد الحرب العالمية الأولى، أصبح العراق تحت الانتداب البريطاني.  حاول العديد من الكرد إقامة دولة كردية مستقلة بإعلان مملكة كردستان. لتجنب الاضطرابات، منح البريطانيون المنطقة الكردية الشمالية قدرًا كبيرًا من الحكم الذاتي واعترفوا بمطالبهم القومية. حتى أنهم حاولوا إضفاء الطابع المؤسسي على الهوية العرقية الكردية في الدستور العراقي المؤقت لعام 1921 الذي نص على أن العراق يتكون من مجموعتين عرقيتين متساويتين في الحقوق، العرب والكرد، وكرس الوضع القانوني المتساوي للغة الكردية مع اللغة العربية. قسمت حكومة الانتداب البلاد إلى منطقتين منفصلتين، واحدة عربية وأخرى كردية في السياسة والممارسة الإدارية. ظهرت سياستان بشأن الكرد في العراق: واحدة لسكان المدن من غير القبائل والأخرى لسكان القبائل الريفية تهدف إلى تثبيط الهجرة الحضرية. قامت الحكومة بإضفاء الطابع المؤسسي على المزايا للأكراد الريفيين - كان للقبائل اختصاص قانوني خاص، ومزايا ضريبية، ومقاعد مضمونة بشكل غير رسمي في البرلمان. بالإضافة إلى ذلك، فقد تم إعفاؤهم من اثنين من أقوى جوانب الدولة الحديثة؛ كان لديهم مدارسهم الخاصة وكانوا خارج اختصاص المحاكم الوطنية. استمر هذا المنصب المتميز حتى الخمسينيات من القرن الماضي. تم ترسيخ الحقوق الكردية بشكل أكبر في عام 1932 من خلال قانون اللغات المحلية، وهو شرط لعصبة الأمم (تحت التأثير البريطاني بلا شك) لأنه للانضمام، كان على العراق أن يسن الحماية الدستورية للكرد. كانت الحقوق السياسية مفتوحة إلى حد ما في سنوات ما بين الحربين، حيث منعت التدخلات الداخلية البريطانية المستمرة وسلسلة من الحكومات الضعيفة أي حركة واحدة من الهيمنة على السياسة الوطنية مما حال دون إنشاء المواطنة الإقصائية الرسمية. ومع ذلك، في وقت لاحق، تركزت إستراتيجية بناء الدولة للحكومات المركزية حول مفهوم علماني للهوية الوطنية على أساس الشعور بالوحدة العراقية مع الحكومة التي يهيمن عليها العرب السنة. ضمن هذا الإطار الجديد، سيشهد الكرد، بصفتهم غير عرب، تغيرات غير مرحب بها في وضعهم.

## سوريا

غالبًا ما يتم رفع العلم الذي يُرى في المناطق التي يسيطر عليها الكرد في سوريا جنبًا إلى جنب مع علم كردستان حيث يتبناه حزب الاتحاد الديمقراطي (سوريا) (PYD) منذ عام 2012.

يعتبر العديد من الكرد المناطق ذات الوجود الكردي في شمال شرق سوريا جزءا من كردستان ويسمونها (بالكردية: Rojavaya Kurdistanê)‏ ويسعون إلى الاستقلال السياسي داخل سوريا (على غرار كردستان العراق في العراق) أو الاستقلال التام كجزء من كردستان.
بدأ توافد الكرد إلى سوريا في فترة الحروب الصليبية في القرن الحادي عشر، حيث أنشئت نقاط عسكرية متناثرة سكنها مقاتلون أكراد في مناطق الثغور، في جبال النصيرية وشمال لبنان وحول حماة ومحيطها. كانت قلعة الحصن الصليبية المعروفة باللغة العربية باسم حصن الأكراد (قلعة الأكراد)، في الأصل مستوطنة عسكرية كردية قبل أن يوسعها الصليبيون الفرنسيون. وبالمثل فإن الكرد يسكنون جبل الأكراد منذ أكثر من ألف عام. إلا أن التجمع الرئيسي للأكراد السوريين في محافظة الحسكة في شمال شرق البلاد. فيما خلا هذه التجمعات القديمة المتباعدة، وجود الكرد في شمال شرق سورية حديث نسبيا وبدأ في القرن العشرين. عند بداية القرن العشرين، كانت منطقة الجزيرة السورية شبه خالية من السكان باستثناء بعض العشائر العربية (وخاصة شمر وطيء) التي كانت تعيش حياة بداوة تعتمد على رعي الأغنام. خلال الحرب العالمية الأولى وبعدها مباشرة، هرب إلى سورية آلاف من المسيحيين الآشوريين والسريان والأرمن هربا من اضطهاد القوميين الأتراك وأسسوا مدنا مثل القامشلي وعامودا وديريك (التي سميت المالكية فيما بعد). في ظل الانتداب الفرنسي لسوريا هاجر عشرات الآلاف من أكراد تركيا إلى شمال شرق سوريا، حيث منحتهم سلطات الانتداب الفرنسي الجنسية السورية وأسكنتهم. ومع السنين وتوالي الهجرات أصبحوا يشكلون غالبية نسبية ضئيلة في مناطق الحدود التركية شرق وغرب مدينة القامشلي. مع أن الهجرات بدأت قبل وخلال الحرب العالمية الأولى إلا أنها ازدادت بشدة بعد ثورة الشيخ سعيد بيران الفاشلة في ديار بكر التي أعقبتها حملات قمع عسكرية تركية ضد الأكراد. خلال عقد 1920 وحده، قدر عدد المهاجرين الجدد من الأكراد بعشرين إلى خمسة وعشرين ألفًا. تمتع الكرد بحقوق كبيرة في ظل الانتداب الذي شجع هجرتهم إلى البلد ودفع حركات استقلال الأقليات كجزء من إستراتيجية فرّق تسد وتجنّد شريحة كردية كبيرة لقواتها المسلحة المحلية. نتيجة للهجرة الكردية الكثيفة من تركيا، تضاعف عدد القرى الكردية في الجزيرة السورية من 45 قرية على الأكثر عام 1927  إلى ما بين 700 إلى 800 قرية عام 1939.
وفي عام 1953، وصل عدد الأكراد في الجزيرة إلى 60 ألفًا (41% من سكان المنطقة) من مجموع 141 ألفًا هو إجمالي عدد سكان الجزيرة.
تصاعد قمع الحقوق المدنية الكردية مع التوحيد الذي لم يدم طويلاً لسوريا ومصر تحت اسم الجمهورية العربية المتحدة في عام 1958، جزئياً استجابة للمطالب الكردية الأكثر صخباً بالديمقراطية، والاعتراف بها كمجموعة عرقية، والشكاوى من شرطة الدولة والجيش. كانت الأكاديميات مغلقة أمام الأكراد. تم تجريد 120 ألف كردي (40٪ من السكان الأكراد السوريين) من جنسيتهم في تعداد عام 1962 عندما ادعت الحكومة أنهم في الواقع أتراك وعراقيون يقيمون بشكل غير قانوني في البلاد. لكن هؤلاء الأكراد الذين جردوا من جنسيتهم الآن ما زالوا يجدون أنفسهم خاضعين لالتزاماتهم من خلال التجنيد في الجيش. حظرت اللغة الكردية والتعبيرات الثقافية. في عام 1962، أعلنت الحكومة عن خطتها «الحزام العربي» (التي أعيدت تسميتها لاحقًا إلى «خطة إنشاء مزارع دولة نموذجية») التي أدت إلى إسكان 4000 أسرة عربية في مناطق الجزيرة السورية. ومع أن هذا العدد لم يؤثر على التوازن السكاني في المنطقة إلا أن الكرد وبعض الجماعات الغربية أثارت ضجة كبيرة حول الموضوع وادعت وجود عملية تغيير ديموغرافي. منذ سبعينيات القرن الماضي، تحسنت المعاملة الرسمية للكرد.

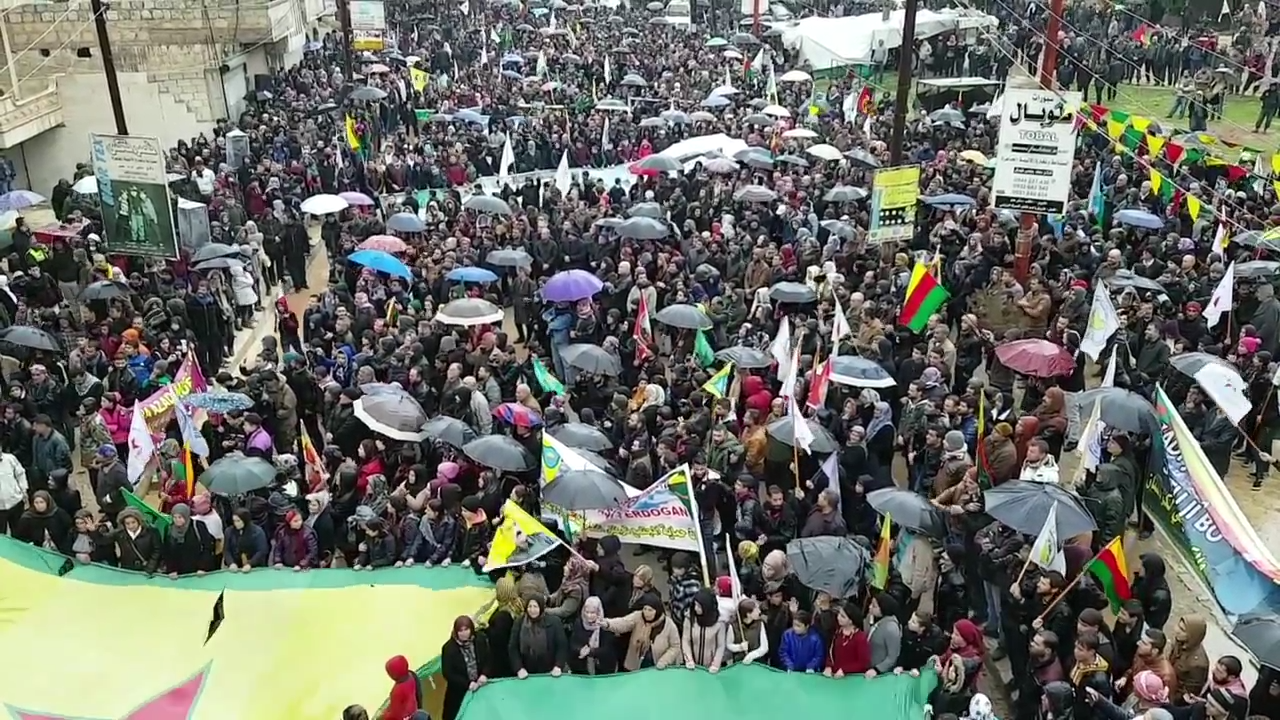
مظاهرة في مدينة عفرين دعما لوحدات حماية الشعب الكردية ضد الغزو التركي لشمال سوريا، 19 يناير 2018

منذ الحرب الأهلية السورية، تخلت القوات الحكومية السورية عن العديد من المناطق التي يقطنها الأكراد، تاركة السيطرة لميليشيات وحدات حماية الشعب الكردية لملء فراغ السلطة وحكم هذه المناطق بشكل مستقل.

## إيران
التشابه بين اللغة والثقافة الفارسية والكردية مقارنة بالتركية والعربية أدى الى توازن أكثر مساواة بين الأغلبية العرقية الفارسية والأقليات العرقية مثل الكرد و إلى نشوء تجربة مواطنة مختلفة نوعًا ما للكرد الإيرانيين، حيث يسعى معظمهم إلى الحكم الذاتي بدلاً من الاستقلال.

## تعداد الكرد
يصعب تحديد أرقام سكانية دقيقة للكرد لعدة أسباب: عدة دول في المنطقة لا تفصل السكان الكرد في تعداداتها السكانية. الأجندات السياسية المتنافسة تسعى إما إلى تعظيم أو تقليل حجم السكان الأكراد؛ قد تتضمن طرق العد المختلفة أو تستبعد مجموعات مثل الزازا أو اللور؛ عانى كل من العراق وسوريا من الحرب والاضطرابات الأهلية في السنوات الأخيرة. والنمو السكاني المرتفع بين المجتمعات الكردية يعني أن الأرقام أصبحت قديمة بسرعة.
الأرقام الواردة أدناه هي أفضل التقديرات الحديثة المتاحة من مصادر مستقلة.
تركيا: أشارت الأبحاث في عام 2010 إلى أن عدد سكان الكرد يبلغ 13.26 مليون، أي 18.3٪ من إجمالي عدد السكان البالغ 72.553 مليون.
إيران: يعيش حوالي 6.7-8.2 مليون كردي في إيران.